# Ryad Boudebouz
Ryad Boudebouz, arab. رياض بودبوز (ur. 19 lutego 1990 w Colmar) – algierski piłkarz, występujący na pozycji pomocnika w saudyjskim klubie Al-Ahli Dżudda. Były reprezentant Algierii.

## Kariera klubowa
Urodził się we Francji, jednak jego rodzice pochodzą z Algierii. W dorosłym futbolu debiutował w 2008 jako zawodnik FC Sochaux – piłkarzem tego klubu był od 2004. Wcześniej trenował w zespole SR Colmar. Występuje na pozycji ofensywnego pomocnika.
2 września 2013 roku podpisał kontrakt z pierwszoligowym SC Bastia.

## Kariera reprezentacja
W reprezentacji Algierii debiutował w 2010 roku i w tym samym roku został powołany do składu na mistrzostwa świata. Występował we francuskich reprezentacjach juniorskich i młodzieżowych.

## Statystyki kariery
Stan na 30 maja 2022
| Sezon   | Klub             | Kraj      | Rozgrywki        | Mecze | Bramki | Rozgrywki Europy | Mecze | Bramki |
| ------- | ---------------- | --------- | ---------------- | ----- | ------ | ---------------- | ----- | ------ |
| 2008/09 | FC Sochaux       | Francja   | Ligue 1          | 25    | 3      | –                | –     | –      |
| 2009/10 | FC Sochaux       | Francja   | Ligue 1          | 31    | 3      | –                | –     | –      |
| 2010/11 | FC Sochaux       | Francja   | Ligue 1          | 38    | 8      | –                | –     | –      |
| 2011/12 | FC Sochaux       | Francja   | Ligue 1          | 36    | 6      | Liga Europa UEFA | 2     | 1      |
| 2012/13 | FC Sochaux       | Francja   | Ligue 1          | 32    | 3      | –                | –     | –      |
| 2013/14 | FC Sochaux       | Francja   | Ligue 1          | 2     | 1      | -                | -     | -      |
| 2013/14 | SC Bastia        | Francja   | Ligue 1          | 32    | 3      | -                | -     | -      |
| 2014/15 | SC Bastia        | Francja   | Ligue 1          | 34    | 5      | -                | -     | -      |
| 2015/16 | Montpellier HSC  | Francja   | Ligue 1          | 38    | 2      | -                | -     | -      |
| 2016/17 | Montpellier HSC  | Francja   | Ligue 1          | 33    | 11     | -                | -     | -      |
| 2017/18 | Real Betis       | Hiszpania | Primera División | 27    | 2      | -                | -     | -      |
| 2018/19 | Real Betis       | Hiszpania | Primera División | 9     | 0      | Liga Europa UEFA | 1     | 0      |
| 2018/19 | Celta Vigo       | Hiszpania | Primera División | 11    | 1      | -                | -     | -      |
| 2019/20 | AS Saint-Étienne | Francja   | Ligue 1          | 24    | 1      | Liga Europa UEFA | 3     | 0      |
| 2020/21 | AS Saint-Étienne | Francja   | Ligue 1          | 14    | 0      | -                | -     | -      |
| 2021/22 | AS Saint-Étienne | Francja   | Ligue 1          | 30    | 3      | -                | -     | -      |